# كرة السلة في دورة الألعاب العربية 2011

## مسابقة الرجال

### نظام البطولة
شارك في المسابقة 12 منتخبا، تم تقسيمهم إلى 3 مجموعات في مرحلة أولى، ثم ترشح الأول والثاني إلى مجموعتي التتويج ولعب البقية من أجل الترتيب.

### الدول المشاركة
| - الجزائر - العراق - مصر - السودان | - تونس - لبنان - المغرب | - الكويت - العربية السعودية - فلسطين |

### النتائج
- المرحلة الأولى :
- الجزائر  85-68  العراق
- مصر  107-56  السودان
- الجزائر  88-37  السودان
- مصر  92-59  العراق
- الجزائر  81-73  مصر
- العراق  89-60  السودان
- تونس  79-73  لبنان
- الأردن  67-58  المغرب
- تونس  77-69  الأردن
- لبنان  87-66  المغرب
- تونس  64-53  المغرب
- لبنان  72-83  الأردن
- الكويت  94-86  فلسطين
- المرحلة الثانية (مجوعتا التتويج):
- الجزائر  68-78  الأردن
- قطر  67-56  الجزائر
- مصر  79-63  الكويت
- تونس  67-59  الكويت
- مصر  82-59  تونس
- المرحلة الثانية (مجوعتا الترتيب):
- المغرب  61-68  العراق
- العربية السعودية  79-85  العراق
- لبنان  90-77  فلسطين
- لبنان  114-71  السودان
- فلسطين  87-67  السودان
- المرحلة الثالثة:
  - ] {{رمز علم|

-72  مصر
- - المرتبة 11: السعودية]]  67-64  السودان
  - المرتبة 9:المغرب  83-65  فلسطين
  - المرتبة 7:لبنان  89-76  العراق
  - المرتبة 5:الجزائر  92-79  الكويت
  - المرتبة الثالثة:مصر  88-71  تونس

### الترتيب النهائي
| Event | الذهبية | الفضية | البرونزية |
| --- | --- | --- | --------- |
| كرة السلة - منصور عاطف - سعد عبد الرحمان - داود موسى - خالد سليمان - علي - ياسين إسماعيل - عرفان علي - مام صولاي (SOULEYE Mame) - بكر - حساينو نداي (NDIAYE Ousseynou) - عمر عبد القادر - الممرن: قصي خلف | الأردن - راشيم رايت (Rasheim Wright) - أنفر سوبزوكوف (Enver Soobzokov) - السوس - إسلام عباس - أيمن إيدايس - زغب - محمد حدرب - أحمد الحمرشة - فاضل النجار - موسى العودي - الممرن: توماس بالدوين | مصر - عمرو الجندي - وائل بدر - مؤمن أبو العينين - كمال حيسام - محمد الكرداني - محمد الصباغ - إبراهيم الجمل - محمد صلاح - شريف جنادي - عاصم مرعي - رامي عبد الله - الممرن: عمرو أبوالخير |           |

### النتائج الفردية
- أفضل مسجل نقاط: راشيم رايت (الأردن):152 نقطة.
- أفضل معدل نقاط: فادي الخطيب (لبنان): 29.3 نقاط /مقابلة.
- تسديدات حاسمة: قتيبة الدوري (العراق): 36.
- ارتدادات: محمد الصغير (الجزائر): 70.
- تصدي للضربات: محمد الصغير (الجزائر): 13
- معدل التسبب في مخالفات: فادي الخطيب (لبنان): 8.8 /مقابلة.
- معدل التسبب في ضياع الكرة: جمال أبو شمالة (فلسطين): 5.3
- معدل خطف الكرة: أنور غرايسي (المغرب) : 3.3
- معدل أهداف محرزة في المرمى: فادي الخطيب (لبنان): 9.5
- نسبة أهداف خارجية : عدنان مساعدية (المغرب) 65.4
- احراز نقطتين بأهداف داخل الملعب :فادي الخطيب (لبنان) 9.3
- نسبة نقطتين بأهداف داخل الملعب: عصام مرعي (مصر) 68.9 %
- احراز3 نقاط بأهداف داخل الملعب : أحمد النصراوي (العراق) 17 مرة
- نسبة 3 نقاط بأهداف داخل الملعب : صالح البراهيم (الكويت) 54.5 %
- معدل تنفيذ رميات حرة:فادي الخطيب (لبنان) 10
- نسبة تنفيذ رميات حرة : مراد المبروك (تونس) 88.9 %

## مسابقة السيدات

### نظام البطولة
دارت المسابقة في شكل بطولة بمشاركة 6 منتخبات

### الدول المشاركة
| - لبنان - الأردن - مصر | - قطر - الكويت - الصومال |

### النتائج
- لبنان  69-40  الأردن
- لبنان  108-28  الكويت
- لبنان  68-67  مصر
- لبنان  87-38  الصومال
- مصر  148-27  الكويت
- مصر  91-51  الأردن
- مصر  107-56  الصومال
- الأردن  82-20  الكويت
- الأردن  80-50  الصومال
- الصومال  67 -قطر 57
- الصومال  66-47  [[الكويت{flagicon|QAT}} 52-46  الكويت

### الترتيب النهائي
1- لبنان : 10 نقاط
2- مصر : 9 نقاط
3- الأردن : 8 نقاط
4- الصومال : 7 نقاط
5- قطر : 6 نقاط
6- الكويت : 5 نقاط
| Event     | الذهبية | الفضية | البرونزية |
| --------- | --- | --- | --- |
| كرة السلة | لبنان - مارتينا أليسون وود - ريبيكا عقل - نسرين دندان - ناتالي سيفاجيان - تامارا خليل - هناء صاليبا - فرح الحراق - نارين قيوكشيان - ليلى فارس - ليلى ناتاشا عاصي - ناتالي مامو - فاي ماري برنس | مصر - سارة زكرياء - مي حلوة - هالة مصطفى - انجي عادل - هاجر هشام - منة الله عواد - منى حسني - ريم أسامة - رحمة حسن - دينا عمرو - زينب عطية - مريم مصطفى | الأردن - دينا حلاسة - آية المصري - روبي حبش - لبنى ناصر - رشأ عبدو - ميرة موندو - رقية غانم - عنود الأسي - مساء بركات - لنى زكرياء - دانة فضة - دينا ناصر |

### النتائج الفردية
- أفضل مس)
- أفضل معدل نقاط: وردة محمد (قطر)
- تسديدات حاسمة: ريبيكا عقل (لبنان)
- ارتدادات: وردة محمد (قطر)
- تصدي للضربات: هالة مصطفى (مصر)
- معدل التسبب في مخالفات: وردة محمد (قطر)
- معدل التسبب في ضياع الكرة: حياة موسى (قطر)
- معدل خطف الكرة: وردة محمد (قطر)
- معدل أهداف محرزة في المرمى: وردة محمد (قطر)
- نسبة أهداف خارجية : هاجر هشام (مصر)
- احراز نقطتين بأهداف داخل الملعب :وردة محمد (قطر)
- نسبة نقطتين بأهداف داخل الملعب: هاجر هشام (مصر)
- احراز3 نقاط بأهداف داخل الملعب : دينا عمرو (مصر)
- نسبة 3 نقاط بأهداف داخل الملعب : دينا عمرو(مصر)
- معدل تنفيذ رميات حرة: هاجر هشام (مصر)
- نسبة تنفيذ رميات حرة : دينا حلاسة (الأردن)